# Phenax laevis
Phenax laevis är en nässelväxtart som beskrevs av Ignatz Urban och Ekman. Phenax laevis ingår i släktet Phenax och familjen nässelväxter. Inga underarter finns listade i Catalogue of Life.